# 双塔山石刻
双塔山石刻，是位于中国山东省泰安市东平县梯门镇双塔村的清代石刻，1985年入选东平县第一批文物保护单位。
双塔山石刻原有双塔，后来毁于文革，今存残塔石构件、玉皇阁和4方清代石碑，这些石碑最早刻于清朝康熙四十九年（1710年），最晚刻于100年后的嘉庆十五年（1810年），记载双塔概况与重修历史。